# 朱利恩·艾尔弗雷德
朱利恩·艾尔弗雷德（英語：Julien Alfred，2001年6月10日—），圣卢西亚女子田径运动员，2018年夏季青年奥林匹克运动会女子100米银牌得主、2022年英联邦运动会女子100米银牌得主、2024年世界室内田径锦标赛女子60米金牌得主，她作为圣卢西亚代表团成员在2024年夏季奧林匹克運動會女子100公尺項目，以打破國家紀錄的10秒72成績奪得金牌，該面獎牌為聖露西亞歷史上首面奧運獎牌。

## 外部連結
- 朱利恩·艾尔弗雷德在World Athletics（英语）
- 朱利恩·艾尔弗雷德在TFRRS.org（英语）
- 朱利恩·艾尔弗雷德在Olympics.com（英语）
- 朱利恩·艾尔弗雷德在Olympedia（英语）